# Trama (mycologie)

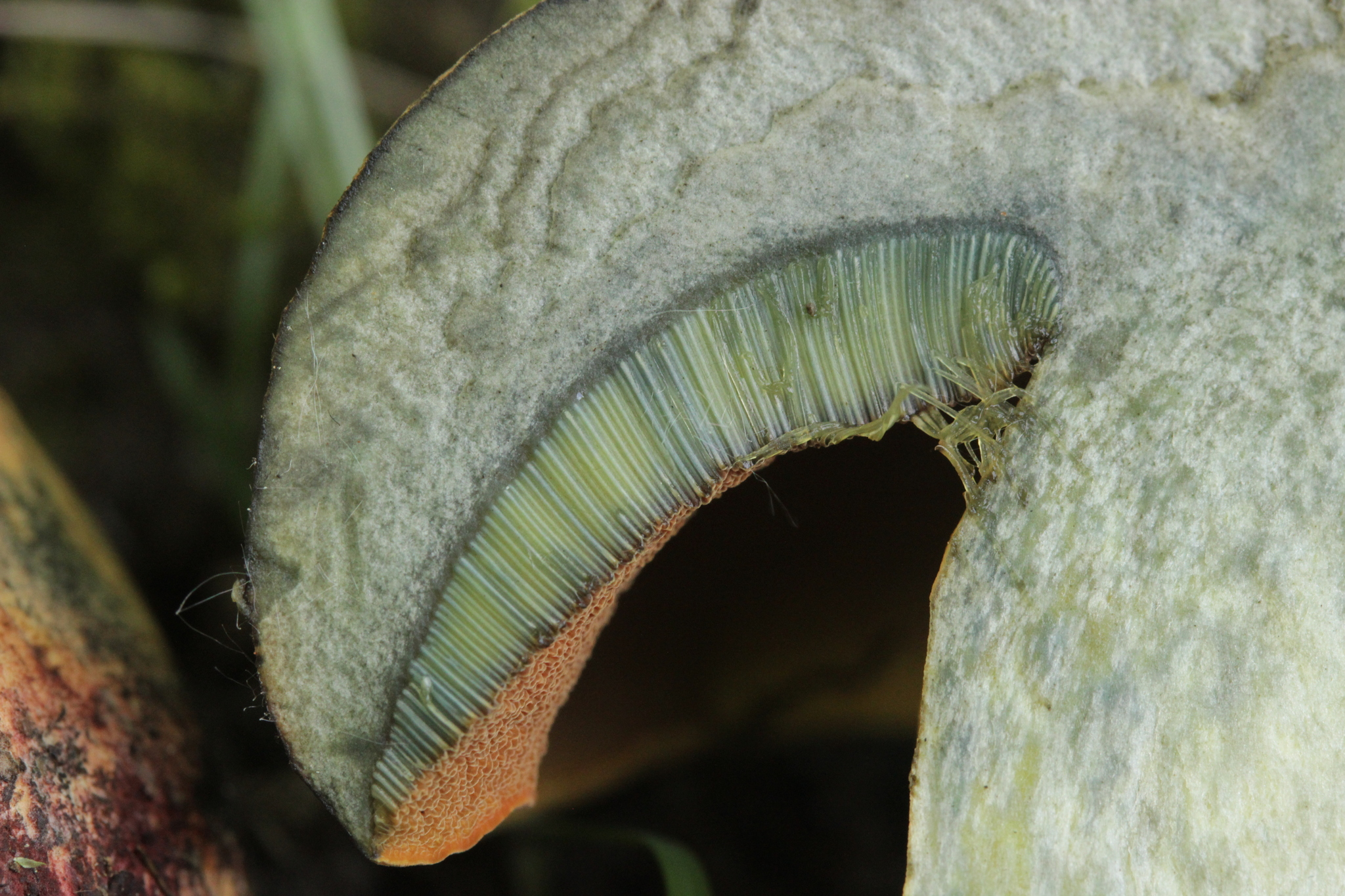
Dans son sens strict, la trame est la chair située entre les tubes de ce Bolet de Quélet.

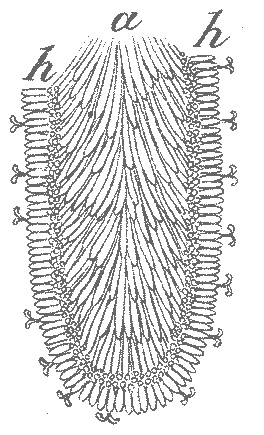
Coupe verticale d'une lame de champignon de Paris. La trame est notée par a ; l'hyménium et ses basides en b.

En mycologie, le trama ou la trame désigne globalement la chair du chapeau des champignons ou strictement la chair constituant partie interne charpentière et stérile des lames et des aiguillons ou la partie externe des tubes.
Dans son sens large, la trame est la partie interne et charnue du basidiocarpe d'un champignon, c'est-à-dire du corps fructifère. Elle se distingue de la couche externe de tissu, appelée pileipellis ou cuticule, et de la couche de tissu portant les spores, appelée hyménium. En substance, la trame est la gléba du chapeau, c'est-à-dire sa chair.
Dans son sens strict, la trame se réfère au « trama hyménophoral » qui soutient l'hymenium. Il s'agit du tissu intérieur des lames et des aiguillons et du tissu situé entre les tubes (également appelé dissépiment chez les champignons tubulaires). L'ensemble est composé d'un entre-lat d'hyphes cylindriques stériles génératrices des cellules fertiles de l'hyménium telles que les basides. Différents types ont été classés en fonction de leur structure : trametoïde, cantharelloïde, boletoïde et agaricoïde, ce dernier étant de loin le plus répandu. Dans le type agaricoïde, les hyphes de la trame centrale sont généralement parallèles les unes aux autres, avec une zone de délimitation claire appelée sous-hyménium, suivie de l'hyménium proprement dit sur la couche externe qui fait face à l'environnement.
Le mot « trama » désigne en latin les fils de trame dans le tissage d'une étoffe. Cette analogie est liée au fait que la trame du basidiocarpe est composée d'hyphes entrelacées à la manière d'un tissu de remplissage. En outre, la trame a tendance à être un tissu mou et, dans le tissage, le fil de trame n'est pas étroitement étiré ; il n'a donc pas besoin, en règle générale, d'être aussi résistant que le fil de chaîne.